# گرولر (ابزار الکتریکی)
گرولر (انگلیسی: Growler) ابزاری برای آزمون سیم‌پیچ‌های موتور است. گرولر شامل سیمی است که دور هسته‌ای آهنی پیچیده شده‌است و به شبکه جریان متناوب وصل می‌شود. گرولر وقتی در آرمیچر یا استاتور قرار می‌گیرد مثل سیم‌پیچ اولیه ترانسفورماتور و سیم‌پیچ‌های آرمیچر همانند ثانویه است. با استفاده از این ابزار از سالم بودن کلاف‌های آرمیچر (عایق سیم‌های به کار رفته در هر کلاف و تعداد دور سیم‌پیچ‌ها) اطمینان حاصل می‌شود.